# Gleichmäßige Konvergenz
In der Analysis beschreibt gleichmäßige Konvergenz die Eigenschaft einer Funktionenfolge {\displaystyle (f_{n})_{n\in \mathbb {N} }}, mit einer vom Funktionsargument unabhängigen „Geschwindigkeit“ gegen eine Grenzfunktion {\displaystyle f} zu konvergieren.
Im Gegensatz zu punktweiser Konvergenz erlaubt der Begriff der gleichmäßigen Konvergenz, wichtige Eigenschaften der Funktionen {\displaystyle f_{n}} (z. B. Stetigkeit und Riemann-Integrierbarkeit) auf die Grenzfunktion {\displaystyle f} zu übertragen.

## Geschichte
Der Begriff wird üblicherweise Karl Weierstraß in den 1840er Jahren zugeschrieben (zuerst in einer Schrift 1841, die aber erst 1894 publiziert wurde), der ihn wiederum schon bei seinem Lehrer Christoph Gudermann (1838) angedeutet fand, und fehlte noch im ursprünglichen Aufbau der Analysis nach Augustin-Louis Cauchy. Das führte zu einigen Fehlern in Cauchys Cours d’Analyse von 1821, insbesondere beim sogenannten Cauchyschen Summensatz. Cauchy behauptete bewiesen zu haben, dass eine konvergente Reihe stetiger Funktionen stetig ist, wozu aber schon bald darauf 1826 Niels Henrik Abel ein Gegenbeispiel gab. Dass der Satz gilt, wenn punktweise Konvergenz durch gleichmäßige Konvergenz ersetzt wird (nach heutigem Verständnis), bewiesen unabhängig Philipp Ludwig Seidel (unendlich langsame Konvergenz) und George Gabriel Stokes 1847 (infinitely slow convergence, Punkte mit non uniform convergence). Seidel knüpfte dabei direkt an Cauchy und an Peter Gustav Lejeune Dirichlet an, der Beispiele von Fourierreihen gegeben hatte, die gegen unstetige Funktionen konvergieren. Stokes dagegen bezog sich nicht auf Cauchy, sondern auf einen Aufsatz über Potenzreihen von John Radford Young von 1846. Nach Ivor Grattan-Guinness kam möglicherweise der Schwede Emanuel G. Björling (1846/47) zu den beiden als Urheber des Konzepts hinzu. Es gab auch eine Diskussion darüber (Pierre Dugac 2003), ob Cauchy den Begriff (und den verwandten der gleichmäßigen Stetigkeit) schon wenig später 1823 in einem weiteren Lehrbuch kannte und implizit benutzte. Eine Gruppe von Mathematikhistorikern und Mathematikern wie Detlef Laugwitz und Abraham Robinson versuchte Cauchys Beweis später zu retten, indem die Idee verfolgt wurde, Cauchy, der selbst unendlich kleine Größen explizit in seinem Lehrbuch einführte, hätte eine Form von Nichtstandardanalysis benutzt, was sich aber bei den meisten Cauchy-Forschern nicht durchsetzte und als Beispiel einer aus moderner Sichtweise aufgezwungenen Interpretation der Mathematikgeschichte gewertet wurde. Klaus Viertel kam in seinem Buch zu einem differenzierteren Bild einer erst allmählichen Ausprägung der Begriffe von Stetigkeit und Konvergenz im heutigen Sinn selbst im Rahmen der Weierstraß-Schule, wo der Begriff ebenfalls im Lauf der Zeit einem Wandel unterworfen war. Anfang des 20. Jahrhunderts gab es bereits verschiedene Weiterentwicklungen des Begriffs (Quasi-Konvergenz bei Godfrey Harold Hardy 1918, William Henry Young 1903, 1907).

## Definition
Gegeben seien eine Funktionenfolge
{\displaystyle \left(f_{n}\colon (D_{f}\subseteq \mathbb {R} )\to \mathbb {R} \right)_{n\in \mathbb {N} }},
die jeder natürlichen Zahl {\displaystyle n} eine reellwertige Funktion zuordnet, und eine Funktion {\displaystyle f}. Alle {\displaystyle f_{n}} sowie {\displaystyle f} seien auf derselben Definitionsmenge {\displaystyle D_{f}} definiert. Die Folge {\displaystyle (f_{n})_{n\in \mathbb {N} }} konvergiert genau dann gleichmäßig gegen {\displaystyle f}, wenn
{\displaystyle \lim _{n\rightarrow \infty }\,\sup _{x\in D_{f}}\left|f_{n}(x)-f(x)\right|=0.}
Man betrachtet hier die absolute Differenz von {\displaystyle f_{n}(x)} und {\displaystyle f(x)} für alle {\displaystyle x} aus dem Definitionsbereich. Die Menge dieser Differenzen ist entweder unbeschränkt oder hat eine kleinste obere Schranke, ein Supremum. Gleichmäßige Konvergenz von {\displaystyle f_{n}} gegen {\displaystyle f} bedeutet, dass dieses Supremum für fast alle {\displaystyle n} existiert und gegen Null geht, wenn {\displaystyle n} gegen unendlich strebt.
Man kann diesen Sachverhalt auch anders definieren: Alle Bezeichnungen seien wie oben. Dann konvergiert {\displaystyle f_{n}} gleichmäßig gegen {\displaystyle f} genau dann, wenn für alle {\displaystyle \varepsilon >0} ein {\displaystyle N\in \mathbb {N} } existiert, so dass für alle {\displaystyle n\geq N} und für alle {\displaystyle x\in D_{f}} gilt:
{\displaystyle \left|f_{n}(x)-f(x)\right|<\varepsilon .}

## Beispiel
Es sei {\displaystyle 0<q<1} eine reelle Zahl.
Die Funktionenfolge {\displaystyle \left(f_{n}\colon \left[0,q\right]\to \mathbb {R} ;\,x\mapsto x^{n}\right)_{n\in \mathbb {N} }} konvergiert für {\displaystyle n\to \infty } gleichmäßig gegen die Nullfunktion {\displaystyle f\colon \left[0,q\right]\to \mathbb {R} ;\,x\mapsto 0}.
Dafür ist zu zeigen, dass
{\displaystyle \lim _{n\to \infty }\,\sup _{x\in [0,q]}|f_{n}(x)|=0}.
Jedes der {\displaystyle f_{n}} ist auf {\displaystyle [0,q]} nicht-negativ und monoton steigend, also {\displaystyle \textstyle \sup _{x\in [0,q]}|f_{n}(x)|=q^{n}} und wegen {\displaystyle q<1} geht dies gegen {\displaystyle 0}.
Die Angabe des Konvergenzbereiches ist hierbei unerlässlich:
Die Folge {\displaystyle f_{n}(x)=x^{n}} konvergiert auf dem rechtsoffenen Einheitsintervall {\displaystyle [0,1)} zwar immer noch punktweise gegen die Nullfunktion, jedoch nicht mehr gleichmäßig.
Es gilt nun {\displaystyle \textstyle \sup _{x\in [0,1)}|f_{n}(x)|=1}, insbesondere ist also
{\displaystyle \lim _{n\to \infty }\sup _{x\in [0,1)}|f_{n}(x)|=1\neq 0}.

## Vergleich zwischen gleichmäßiger und punktweiser Konvergenz
Die Wahl von {\displaystyle N} bei gleichmäßiger Konvergenz hängt nur von {\displaystyle \varepsilon } ab. Im Gegensatz dazu hängt bei punktweiser Konvergenz {\displaystyle N} sowohl von {\displaystyle \varepsilon } als auch von {\displaystyle x} ab. Formuliert man beide Konvergenzbegriffe mithilfe von Quantoren, so sieht man, dass sie sich in der Reihenfolge der „Einführung“ von {\displaystyle x} und {\displaystyle N} und damit der Abhängigkeit der zwei Variablen voneinander unterscheiden (siehe das Unterstrichene):
| punktweise Konvergenz:   | {\displaystyle \forall \varepsilon >0\ {\underline {\forall x\in D_{f}\ \exists N\in \mathbb {N} }}\ \forall n\geq N:\quad \left\|f_{n}(x)-f(x)\right\|<\varepsilon ,} und |
| gleichmäßige Konvergenz: | {\displaystyle \forall \varepsilon >0\ {\underline {\exists N\in \mathbb {N} \ \forall x\in D_{f}}}\ \forall n\geq N:\quad \left\|f_{n}(x)-f(x)\right\|<\varepsilon ,}     |

d. h., für punktweise Konvergenz muss es für jedes {\displaystyle x} und für jedes {\displaystyle \varepsilon >0} eine natürliche Zahl {\displaystyle N} geben, so dass für alle {\displaystyle n\geq N} gilt: {\displaystyle \left|f_{n}(x)-f(x)\right|<\varepsilon }.
Aus der gleichmäßigen Konvergenz folgt die punktweise Konvergenz, aber nicht umgekehrt. Beispielsweise konvergiert die Funktionenfolge {\displaystyle F=(f_{n})_{n\in \mathbb {N} }} definiert durch
{\displaystyle f_{n}(x)={\begin{cases}0,&x\leq n\\1,&x>n\end{cases}}}
punktweise gegen die Nullfunktion {\displaystyle f\equiv 0} für jedes {\displaystyle x\in \mathbb {R} }, ist aber keine gleichmäßig konvergente Folge.

## Bezeichnung
Für die gleichmäßige Konvergenz einer Funktionenfolge {\displaystyle (f_{n})_{n\in \mathbb {N} }}, die gegen {\displaystyle f} strebt, wird meistens eine der folgenden Bezeichnungen verwendet
{\displaystyle f_{n}{\underset {n\ }{\Rightarrow }}f,}
oder
{\displaystyle f_{n}{\underset {n\ }{\rightrightarrows }}f,}
oder
{\displaystyle \lim _{n\to \infty }f_{n}=f.}

## Gleichmäßige Konvergenz in einem Punkt
Eine Funktionenfolge {\displaystyle (f_{n})_{n\in \mathbb {N} }} heißt in dem Punkt {\displaystyle \xi } gegen {\displaystyle f} gleichmäßig konvergent, wenn
{\displaystyle \forall \varepsilon >0\ \exists N\in \mathbb {N} \ \exists \delta >0\ \forall x\in (D_{f}\cap \{y\mid |y-\xi |<\delta \})\ \forall n\geq N:\left|f_{n}(x)-f(x)\right|<\varepsilon .}
Wenn statt für alle {\displaystyle n} die Gültigkeit der Ungleichung {\displaystyle |f_{n}(x)-f(x)|<\varepsilon } für mindestens ein {\displaystyle n} verlangt wird, dann heißt die Konvergenz uniform. Gleichmäßig konvergente Folgen sind auch uniform konvergent. Die uniforme Konvergenz impliziert keine punktweise Konvergenz.
Sei
- {\displaystyle {\mathfrak {G}}\,} die Klasse der gleichmäßig konvergenten Funktionenfolgen,
- {\displaystyle {\mathfrak {J}}\,} die Klasse der in jedem Punkt gleichmäßig konvergenten Funktionenfolgen und
- {\displaystyle {\mathfrak {P}}\,} die Klasse der in jedem Punkt punktweise konvergenten Funktionenfolgen.

Damit gilt: {\displaystyle {\mathfrak {G}}\varsubsetneq {\mathfrak {J}}\varsubsetneq {\mathfrak {P}}}.
Die oben erwähnte Funktionenfolge {\displaystyle F} liegt in {\displaystyle {\mathfrak {J}}\setminus {\mathfrak {G}}}, ist also in jedem Punkt gleichmäßig konvergent, aber nicht global.
Ein Beispiel für eine Funktionenfolge aus {\displaystyle {\mathfrak {P}}\setminus {\mathfrak {J}}} ist {\displaystyle (h_{n})_{n\in \mathbb {N} }} definiert durch
{\displaystyle h_{n}(x)={\begin{cases}0,&x\in \textstyle A_{n}:=(\mathbb {R} \setminus \mathbb {Q} )\cup \{y\in \mathbb {Q} \mid y={\tfrac {p}{q}},p\in \mathbb {Z} ,q\in \mathbb {N} ,0<q\leq n\}\\1,&x\notin A_{n}\end{cases}}}
Die Funktionenfolge {\displaystyle (h_{n})_{n\in \mathbb {N} }} konvergiert punktweise gegen die Nullfunktion. Denn jede rationale Zahl {\displaystyle y} liegt in allen {\displaystyle A_{n}}, deren {\displaystyle n} gleich oder größer ist als der Nenner in der vollständig gekürzten Darstellung des Bruches {\displaystyle y}. Andererseits liegen im Schnitt einer {\displaystyle A_{n}} und einem beliebigen Intervall immer nur endlich viele rationale Zahlen. Daher gibt es zu jedem {\displaystyle n} und jeder Zahl {\displaystyle z\in A_{n}} stets (unendlich viele rationale) Zahlen, deren Abstand zu {\displaystyle z} beliebig klein ist und die nicht in {\displaystyle A_{n}} liegen. Also konvergiert die Folge {\displaystyle \textstyle (h_{n})_{n\in \mathbb {N} }} in keinem Punkt gleichmäßig.

## Folgerungen
Wie schon erwähnt, ermöglicht der Begriff der gleichmäßigen Konvergenz ausgehend von Eigenschaften der Folge Aussagen über die Grenzfunktion, was bei punktweiser Konvergenz nicht möglich ist.
Im Folgenden seien die Bezeichnungen wie bei der Definition oben, {\displaystyle I} sei ein reelles Intervall. Es ergeben sich folgende Sätze:

### Stetigkeit
- Es sei {\displaystyle F=(f_{n})_{n\in \mathbb {N} }} eine Folge stetiger Funktionen. Wenn {\displaystyle F} gleichmäßig gegen {\displaystyle f} konvergiert, dann ist {\displaystyle f} stetig. Anstatt gleichmäßige Konvergenz zu fordern, ist es auch ausreichend, von quasi-gleichmäßiger Konvergenz auszugehen.
- Sei {\displaystyle F=(f_{n})_{n\in \mathbb {N} }} eine gegen {\displaystyle f} punktweise konvergente Funktionenfolge. Alle {\displaystyle f_{n}} seien noch dazu in {\displaystyle \xi } stetig. {\displaystyle f} ist in {\displaystyle \xi } stetig genau dann, wenn {\displaystyle F} in dem Punkt {\displaystyle \xi } uniform konvergent ist.[9]
- Die Menge der Punkte gleichmäßiger Konvergenz sowie die Menge der Punkte uniformer Konvergenz einer überall punktweise konvergenten Funktionenfolge sind jeweils Gδ-Mengen.[9]
- Die gleichmäßig konvergenten Funktionenfolgen mit kompaktem Definitionsbereich sind alle gleichgradig stetig.[7]
- Sei {\displaystyle I} ein kompaktes Intervall und {\displaystyle F=(f_{n})_{n\in \mathbb {N} }} eine auf {\displaystyle I} gleichgradig stetige Folge. Wenn {\displaystyle F} punktweise gegen {\displaystyle f} konvergiert, dann konvergiert sie auch gleichmäßig.
- Sei {\displaystyle F=(f_{n})_{n\in \mathbb {N} }} eine Funktionenfolge mit kompaktem Definitionsbereich {\displaystyle D}. {\displaystyle F} besitzt genau dann eine gleichmäßig konvergente Teilfolge, wenn {\displaystyle F} gleichgradig stetig ist und in jedem Punkt von {\displaystyle D} beschränkt ist (Satz von Arzelà-Ascoli).[7]

### Differenzierbarkeit
Für die Differenzierbarkeit der Grenzfunktion ergibt sich kein derart starkes Resultat wie für die Stetigkeit. Es seien die {\displaystyle f_{n}} differenzierbar auf {\displaystyle I} und gleichmäßig konvergent gegen {\displaystyle f}. Im Allgemeinen braucht die Grenzfunktion nicht einmal differenzierbar zu sein, und wenn sie es ist, muss ihre Ableitung keineswegs gleich dem Grenzwert der Ableitungen der Folge sein. So konvergiert z. B. die durch {\displaystyle \textstyle f_{n}(x)={\frac {\sin(nx)}{n}}} definierte Funktionenfolge gleichmäßig gegen 0, die Folge der Ableitungen {\displaystyle (f'_{n})_{n\in \mathbb {N} }} aber nicht.
Allgemein kann man sagen: Es seien alle {\displaystyle f_{n}} differenzierbar. Wenn {\displaystyle (f_{n})_{n\in \mathbb {N} }} in einem Punkt konvergiert und die Folge der Ableitungen {\displaystyle (f_{n}')_{n\in \mathbb {N} }} gleichmäßig gegen {\displaystyle g} konvergiert, dann konvergiert {\displaystyle f_{n}} punktweise (sogar lokal gleichmäßig) gegen ein {\displaystyle f} und {\displaystyle f} ist differenzierbar mit der Ableitung {\displaystyle g}.

### Integrierbarkeit
Für das Riemann-Integral auf Intervallen kann bei gleichmäßiger Konvergenz Integration und Grenzwertbildung vertauscht werden:
Es seien alle {\displaystyle f_{n}} (Riemann-)integrierbar. Wenn {\displaystyle (f_{n})_{n\in \mathbb {N} }} gleichmäßig gegen {\displaystyle f} konvergiert, dann ist {\displaystyle f} Riemann-integrierbar, und das Integral von {\displaystyle f} ist der Grenzwert der Integrale der {\displaystyle f_{n}}.
Ein Beispiel für eine punktweise, jedoch nicht gleichmäßig konvergente Funktionenfolge, bei der das Integral nicht mit dem Grenzwert vertauscht werden kann, liefert diese Funktionenfolge:
Für jedes {\displaystyle n\in \mathbb {N} } ist die Funktion {\displaystyle f_{n}\colon [0,2]\to \mathbb {R} } definiert durch
{\displaystyle f_{n}(x)={\begin{cases}n^{2}x&0\leq x\leq 1/n\\2n-n^{2}x&1/n\leq x\leq 2/n\\0&x\geq 2/n\end{cases}}}
stetig und daher Riemann-integrierbar. Für das Integral gilt
{\displaystyle \int _{0}^{2}f_{n}(x)\,\mathrm {d} x=1}.
Die Funktionenfolge {\displaystyle (f_{n})_{n\in \mathbb {N} }\;} konvergiert punktweise gegen die Nullfunktion {\displaystyle f(x)=0} für alle {\displaystyle x\in [0,2]}. Somit ist
{\displaystyle 1=\lim _{n\to \infty }\int _{0}^{2}f_{n}(x)\,\mathrm {d} x\neq \int _{0}^{2}\lim _{n\to \infty }f_{n}(x)\,\mathrm {d} x=0.}
Punktweise Konvergenz reicht also nicht aus, damit Grenzwert und Integralzeichen vertauscht werden dürfen.

### Satz von Dini
Wenn {\displaystyle I} ein kompaktes Intervall und {\displaystyle (f_{n})_{n\in \mathbb {N} }} eine monotone Folge stetiger Funktionen ist (d. h. {\displaystyle f_{n+1}(x)} ≥ {\displaystyle f_{n}(x)} oder {\displaystyle f_{n+1}(x)} ≤ {\displaystyle f_{n}(x)} für jedes {\displaystyle n} und beliebiges {\displaystyle x}), die punktweise gegen eine ebenfalls stetige Funktion {\displaystyle f} konvergiert, dann konvergiert {\displaystyle (f_{n})_{n\in \mathbb {N} }} auch gleichmäßig.

## Verallgemeinerungen

### Gleichmäßige Konvergenz komplexer Funktionenfolgen

#### Definition
Die gleichmäßige Konvergenz für komplexe Funktionenfolgen wird genau so wie im Falle von reellen Funktionenfolgen definiert. Eine Funktionenfolge
{\displaystyle F=(f_{n}\colon D_{f}\subseteq \mathbb {C} \to \mathbb {C} )_{n\in \mathbb {N} }}
heißt gegen
{\displaystyle f\colon D_{f}\subseteq \mathbb {C} \to \mathbb {C} }
gleichmäßig konvergent, wenn
{\displaystyle \forall \varepsilon \in \mathbb {R} _{+}\ \exists N\in \mathbb {N} \ \forall z\in D_{f}\ \forall n\geq N:\left|f_{n}(z)-f(z)\right|<\varepsilon .}

#### Chordal gleichmäßige Konvergenz
{\displaystyle F} heißt chordal gleichmäßig konvergent, wenn
{\displaystyle \forall \varepsilon \in \mathbb {R} _{+}\ \exists N\in \mathbb {N} \ \forall z\in D_{f}\ \forall n\geq N:\chi (f_{n}(z),f(z))<\varepsilon ,}
wobei
{\displaystyle \chi (w,z)={\frac {|w-z|}{\sqrt {(1+|w|^{2})(1+|z|^{2})}}}}
die Bezeichnung für chordalen Abstand ist.
Sei
- {\displaystyle {\mathfrak {K}}(D)\,}  die Klasse der auf {\displaystyle D} gleichmäßig konvergenten Funktionenfolgen,
- {\displaystyle {\mathfrak {H}}(D)\,}  die Klasse der auf {\displaystyle D} chordal gleichmäßig konvergenten Funktionenfolgen und
- {\displaystyle {\mathfrak {B}}(D)\,}  die Klasse der auf {\displaystyle D} gegen eine in {\displaystyle D} beschränkte Funktion punktweise konvergenten Funktionenfolgen.

Es gilt
{\displaystyle {\mathfrak {H}}(D)\cap {\mathfrak {B}}(D)\subset {\mathfrak {K}}(D)\varsubsetneq {\mathfrak {H}}(D)\,}

#### Eigenschaften
Ähnlich wie bei der gleichmäßigen Konvergenz reeller Funktionenfolgen können auch im Komplexen der gleichmäßige Grenzwert mit dem Differential oder dem Kurvenintegral vertauscht werden.

### Gleichmäßige Konvergenz μ-fast überall
Die gleichmäßige Konvergenz μ-fast überall ist eine maßtheoretische Abwandlung der gleichmäßigen Konvergenz. Sie fordert die gleichmäßige Konvergenz nur auf fast allen Punkten. Auf einer Nullmenge muss also keine gleichmäßige Konvergenz oder sogar überhaupt keine Konvergenz vorliegen. Die gleichmäßige Konvergenz entspricht der Konvergenz im p-ten Mittel für den Grenzfall {\displaystyle p\to \infty } und kann damit über die entsprechenden Integralnormen mittels des wesentlichen Supremums in die Theorie der Lp-Räume eingebettet werden. Man spricht dann auch von der Konvergenz in {\displaystyle {\mathcal {L}}^{\infty }}.

### Fast gleichmäßige Konvergenz
Wie auch die gleichmäßige Konvergenz μ-fast überall ist die fast gleichmäßige Konvergenz eine Maßtheoretische Variante der gleichmäßigen Konvergenz. Sie fordert, dass auf dem Komplement einer Menge beliebig kleinen Maßes gleichmäßige Konvergenz vorliegt. Dies ist eine echte Verschärfung der gleichmäßigen Konvergenz μ-fast überall.

### Gleichmäßige Konvergenz in metrischen Räumen
Sei {\displaystyle S} eine Menge, {\displaystyle (M,d)} ein metrischer Raum und {\displaystyle (f_{n}\colon S\to M)_{n\in \mathbb {N} }} eine Funktionenfolge. Diese Funktionenfolge heißt gleichmäßig konvergent gegen {\displaystyle f}, wenn für alle {\displaystyle \varepsilon >0} ein {\displaystyle N\in \mathbb {N} } existiert, so dass {\displaystyle \forall n\geq N}
{\displaystyle \sup _{x\in S}\ d(f_{n}(x),f(x))<\varepsilon }
gilt.

### Gleichmäßige Konvergenz in uniformen Räumen
Völlig analog lässt sich gleichmäßige Konvergenz für Funktionen in einen uniformen Raum {\displaystyle Y} mit einem System von Nachbarschaften {\displaystyle \Phi } definieren: Ein Filter (oder allgemeiner eine Filterbasis) {\displaystyle {\mathcal {F}}} auf der Menge der Funktionen {\displaystyle X\to Y} für eine Menge {\displaystyle X} konvergiert genau dann gegen eine Funktion {\displaystyle f\colon X\to Y}, wenn für jede Nachbarschaft {\displaystyle E\in \Phi } ein {\displaystyle F\in {\mathcal {F}}} existiert, sodass
{\displaystyle \left\{\left(f(x),g(x)\right)\mid x\in X,\ g\in F\right\}\subseteq E}.